# Leo Rojas
Juan Leonardo Santillia Rojas, genannt Leo Rojas (* 18. Oktober 1984), ist ein Panflötenspieler aus Ecuador, der 2011 die fünfte Ausgabe der Fernsehshow Das Supertalent gewann.

## Leben
Rojas kam 2000 aus seiner Heimat nach Spanien, während seine Familie in Ecuador blieb. Von da aus ging er mit einem Touristenvisum immer wieder nach Deutschland. Er lebt mit seiner polnischen Frau in Berlin, wo er als Straßenmusiker Geld verdiente. Eine Passantin machte ihn auf die Castingshow Das Supertalent aufmerksam. Rojas bewarb sich für die fünfte Staffel im Jahr 2011 und konnte sich für die Endrunden qualifizieren. Mit einer Interpretation von El cóndor pasa mit der Panflöte und anderen südamerikanischen Blasinstrumenten kam er durch das Halbfinale. Dort sorgte eine Zusammenführung des Musikers mit seiner aus Ecuador eingeflogenen Mutter für einen emotionalen Auftritt. Beim Finale am 17. Dezember 2011 spielte Rojas den Instrumentaltitel Einsamer Hirte, der von James Last geschrieben und 1977 für Last und Gheorghe Zamfir ein Hit gewesen war. Mit klarem Vorsprung gewann der Südamerikaner den Wettbewerb.
Sein Siegerlied wurde im Anschluss an den Wettbewerb veröffentlicht und erreichte in der Weihnachtswoche Platz 48 der deutschen Verkaufscharts. Am 27. Januar 2012 erschien sein erstes Album mit bekannten Instrumentalstücken unter dem Titel Spirit of the Hawk. Das von Dieter Bohlen produzierte Album erreichte die Top 5 der Charts in den deutschsprachigen Ländern und wurde in Deutschland Ende Februar 2012 mit Gold ausgezeichnet.
2017 nahm Rojas an der RTL-Reality-Show Adam sucht Eva teil. Im November veröffentlichte er sein gleichnamiges Album "Leo Rojas", welches von Silvio d’Anza und Patrick Kronenberger komponiert wurde.
2018 trat Rojas mit seiner Band im Iran auf. Im Juni erhielt er den YouTube Silver Award für das Erreichen von 100.000 Abonnenten. Es folgten ausverkaufte Konzerte in Kirgisistan, Tunesien, Frankreich und Polen. Im November erhielt er den YouTube Gold Award für das Erreichen von 1.000.000 Abonnenten.
2019 wurde Leo Rojas in den Vatikan eingeladen. Als Botschafter für den Amazonas erhielt er zusammen mit Lionel Richie, Bonnie Tyler, Mireille Mathieu und anderen Stars eine Audienz beim Papst und trat dort beim Weihnachtskonzertprogramm im Fernsehen Concerto di Natale auf.

## Diskografie
Alben
- Spirit of the Hawk (2012)
- Flying Heart (2012)
- Albatross (2013)
- Das Beste (2015)
- Leo Rojas (2017)
- Leo Rojas (Deluxe Edition) (2019)
- Colours of Nature (2022)

Singles
- Einsamer Hirte (2011)
- El cóndor pasa (2012)
- Nature Spirits (2017)
- Dusk (2017)
- Indian Fire (2018)
- Warrior of Freedom (2018)
- Hope (2020)
- Bella Ciao (2022)